# Titulcia
Titulcia är en ort och kommun i den autonoma regionen Madrid i centrala Spanien. Orten ligger cirka 33 kilometer sydost om centrala Madrid, där floden Tajuña rinner ut i Jarama. Kommunen har 1 387 invånare (2024), på en yta av 9,95 km².
Från Spaniens återerövring på 1100-talet fram till 1800-talet hette byn Bayona de Tajuña men fick därefter namnet Titulcia i tron om att detta var samhällets antika romerska namn.